# Gossip Girl Acapulco
Gossip Girl Acapulco es una serie de televisión mexicana, basada en la serie estadounidense Gossip Girl, producida por Warner Bros., El Mall Producciones y Televisa. La serie fue producida por Pedro Torres, mientras que Chava Cartas fue el director, y contó con varios escritores, entre ellos Melissa Palazuelos, Víctor Franco, Genaro Quiroga y Paola Pérez de la Garza.
Tiene como protagonistas a Sofía Sisniega, Oka Giner, Diego Amozurrutia, Margarita Muñoz, Vadhir Derbez, Jon Ecker y Macarena Achaga.
La historia es narrada por la tuitera omnisciente Gossip Girl (Paty Cantú), quien cuenta las vidas privilegiadas de adultos jóvenes en la playa de Acapulco, en el estado de Guerrero. La serie inicia con el regreso de la "it girl" de Acapulco, Sofía López-Haro (Sofía Sisniega), de un internado. A su regreso, Bárbara Fuenmayor (Oka Giner), su mejor amiga, no la recibe de buena manera. La historia también sigue a Daniel Parra (Rogelio Funes Mori), el protagonista masculino e interés amoroso principal de Sofía; a la mejor amiga de Daniel, Vanessa García (Margarita Muñoz), quien está enamorada de él; a la hermana menor de Daniel, Jenny (Macarena Achaga), una chica que quiere encajar en el grupo de las populares; a Maximiliano Zaga (Vadhir Derbez), el chico más creído de Acapulco; y a Nicolás de la Vega (Jon Ecker), el mejor amigo de Max y novio de Bárbara.
El 14 de enero de 2014 fue anunciado que Gossip Girl Acapulco fue cancelada tras una temporada de 25 episodios. Pero el 11 de marzo Vadhir Derbez, uno de los protagonistas de la serie, dijo que aún no hay una decisión definitiva.

## Sinopsis
Los amores, traiciones y las intensas vivencias de un grupo de jóvenes multimillonarios son relatadas por la tuitera Gossip Girl, quien desde el anonimato mueve los hilos de la élite de la sociedad mexicana a partir de que la socialité Sofía López-Haro vuelve inesperadamente al entrañable puerto de Acapulco, después de estar un año fuera del país. Sofía, al principio, no es muy bien recibida por su mejor amiga, Bárbara Fuenmayor, quien luego de su desaparición se había convertido en la niña más popular de Acapulco y líder del Colegio Harolds, la escuela más prestigiada y exclusiva del país.

## Personajes

### Protagonistas
- Sofía Sisniega - Sofía Lopéz-Haro (contraparte de Serena van der Woodsen)
- Oka Giner - Bárbara Fuenmayor (contraparte de Blair Waldorf)
- Diego Amozurrutia - Daniel Parra (contraparte de Dan Humphrey)
- Margarita Muñoz - Vanessa García (contraparte de Vanessa Addams)
- Jon Ecker - Nicolás "Nico" de la Vega (contraparte de Nate Archibald)
- Macarena Achaga - Jenny Parra (contraparte de Jenny Humphrey)
- Vadhir Derbez - Maximiliano "Max" Zaga (contraparte de Chuck Bass)

### Recurrentes y secundarios
- Issabela Camil - Liliana "Lili" López-Haro
- Eduardo Victoria - Marcelo Parra
- Alexis Ayala - Emiliano Zaga
- Esmeralda Pimentel - Francesca Ruiz De Hinojosa
- Alejandro Camargo - Ignacio
- Arleth Terán - Rebeca de la Vega
- Carina Ricco - Alicia Parra
- José María Torre - Federico Zaga
- Eugenia Cauduro - Leonora Fuenmayor
- Polo Morín - Eric Lopéz-Haro
- Lisset - Ana de la Vega
- Roberto Palazuelos - Santiago Ochoa de la Vega "El Capitán"
- Aislinn Derbez - Giovanna
- José Pablo Minor - Ricardo "Ricky" Díaz de Hirojosa
- Christina Pastor - Dora
- Rogelio Guerra - César de la Vega
- Fiona Palomo - Vivi San Román
- Roberto Carlo - Paulo San Román
- Aldo Guerra - Mauricio Burgaleta
- Regina Pavón - Pamelita
- Ela Velden - Gaby
- Constanza Mirko - Mandy
- Juan Ríos Cantú - Gerardo Fuenmayor
- Diana Golden - Paulina De Ruiz De Hinojosa
- Claudio Báez - Eugenio Ruiz De Hinojosa
- Brandon Peniche - Poncho Díaz-Navarro
- Paula Marcellini - Katia
- Sharis Cid - Lucila
- Ricardo Kleinbaum - Periodista

## Episodios
| N.º episodios | Estreno original    | Estreno original        |
| N.º episodios | Estreno             | Final                   |
| ------------- | ------------------- | ----------------------- |
| 25            | 5 de agosto de 2013 | 6 de septiembre de 2013 |

La primera temporada fue publicada en DVD y Blu-ray el 15 de diciembre del 2013.

## Producción
El productor Pedro Torres mostró su intención de realizar una versión mexicana de Gossip Girl el 23 de agosto de 2012. Pedro Torres expresó que se espera que la serie dure tres temporadas (resumiendo dos temporadas en una), contra la serie original, que duró seis.
El 17 de enero de 2013 se llevó a cabo una rueda de prensa en la Ciudad de México con Pedro Torres y el elenco anunciando oficialmente la serie, luego de que Warner Bros., dueña de los derechos de la serie original, diera luz verde al remake. También, subió a internet un tráiler de alrededor de cinco minutos de la premisa de la serie. El 21 de enero iniciaron oficialmente las grabaciones en Acapulco y el 15 de mayo se reportó que habían concluido las mismas.
Gossip Girl Acapulco salió al aire por primera vez el 5 de agosto de 2013 en el canal de paga Golden Premiere, donde fue transmitida de lunes a viernes, concluyendo su primera temporada el 6 de septiembre. Posteriormente empezó transmisiones el canal de Televisa, Telehit, a partir del 10 de septiembre, el canal UniMás el 20 de septiembre, y el Canal 5 el 11 de noviembre.
Como parte de la promoción de la serie, se crearon dos perfiles en Twitter y Facebook, donde se promocionó fuertemente con stills, tráileres y fotografías del elenco de la adaptación mexicana. También salió una serie de videos musicales con clips de la serie, como el tema oficial "Dicen Por Ahí", interpretado por Paty Cantú, "Me Caes Perfecto" de Moderatto y "Tengo Que Olvidarme De Ti" de Carla Mauri.

### Elenco
En enero de 2013, fue anunciado el elenco principal, que está integrado por Sofía Sisniega, Oka Giner, Vadhir Derbez, Margarita Muñoz, Jon Ecker, Macarena Achaga y Diego Amozurrutia en los papeles de Sofía Lopéz-Haro, Bárbara Fuenmayor, Maximiliano "Max" Zaga, Vanessa García, Nicolás "Nico" de la Vega, Jenny Parra y Daniel Parra respectivamente. También cuenta con actuaciones importantes como las de Issabela Camil, Eduardo Victoria, Alexis Ayala, Norma Lazareno, Rogelio Guerra entre otros más. Al inicio, cuando el primer preview de la serie fue lanzado, Mariana Van Rankin interpretaría a Bárbara Fuenmayor, pero después quedó descartada por otros compromisos siendo sustituida por Oka Giner; así mismo ocurrió con Daniela Campos quien originalmente interpretaría a Jenny Parra, siendo finalmente sustituida por Macarena Achaga. Paty Cantú interpreta a Gossip Girl.

## Recepción
Desde que la serie fue anunciada, se demostró muchas críticas negativas, burlas y comparaciones con la serie original ante el proyecto por parte de redes sociales y medios de comunicación, especialmente por la elección de la ubicación del remake, las actuaciones del elenco, además de la elección del mismo. También fue criticada por ser casi idéntica a su versión original. La serie fue confirmada de todos modos, causando muchas bajas expectativas por parte de los medios y admiradores.
Después de haber concluido con la emisión por el canal Telehit, la serie ha tenido en general una buena recepción, consiguiendo un 45 por ciento arriba del índice de audiencia de la versión original de los Estados Unidos.
La serie fue nominada como mejor serie para los Premios TVyNovelas 2014, pero no ganó.